# Geografia do Alasca

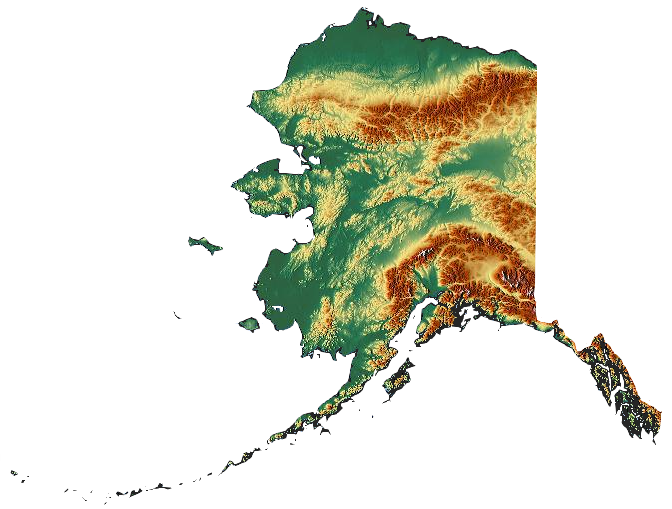
Mapa Físico do Alasca

O Alasca (inglês:Alaska) é um dos dois estados dos Estados Unidos que não fazem parte do seu território contíguo (o outro é o Havaí). O Alasca é o maior estado dos Estados Unidos com uma área de 1 717 854 km² (dos quais 236 507 km² são cobertos por água). O Alasca é também o estado americano que possui a maior linha costeira  , 10.686 km, se contarmos as baías, estuários, ilhas e golfos, o número cresce para 54.563 km. O Alasca fica distante a 800 km (aproximadamente) do estado de Washington, tendo o Canadá como barreira. O Alasca pode ser visto como uma exclave dos EUA, por ser parte dos Estados Unidos Continentais . A sua capital Juneau é a única capital estadual que é acessível somente por via naval ou aérea. Nenhuma rodovia conecta Juneau ao resto do continente.

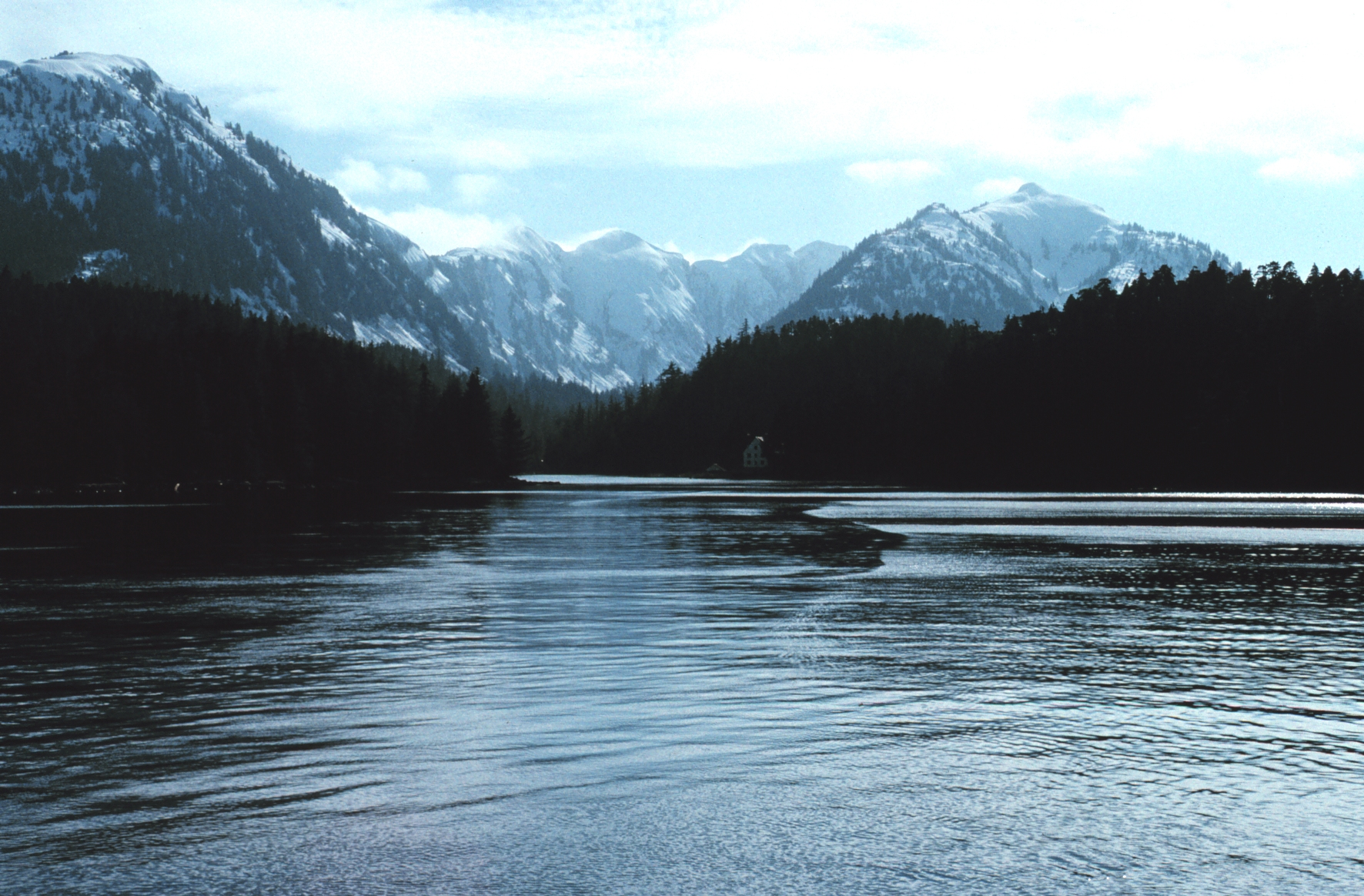
Little Port Walter no Sudeste do Alasca

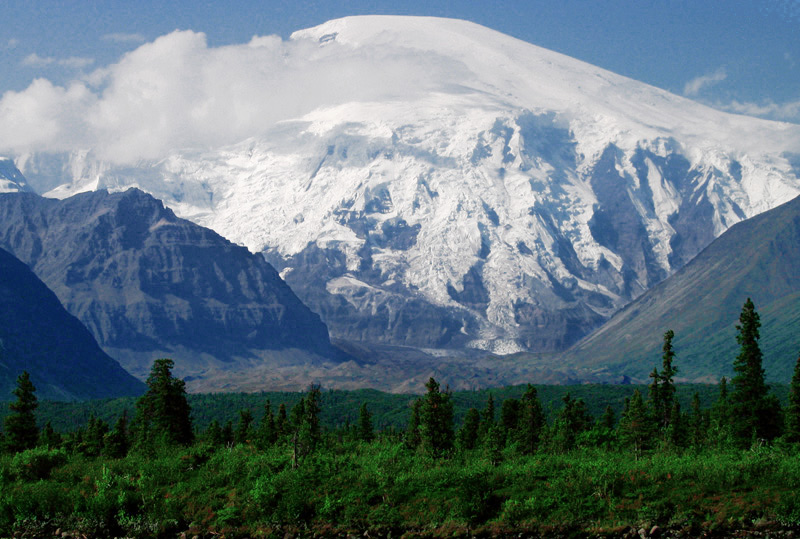
Monte Sanford nas Montanhas Wrangell

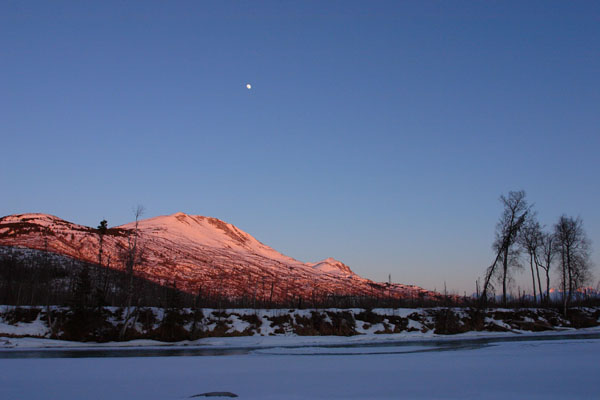
Rio Kenai na Península de Kenai

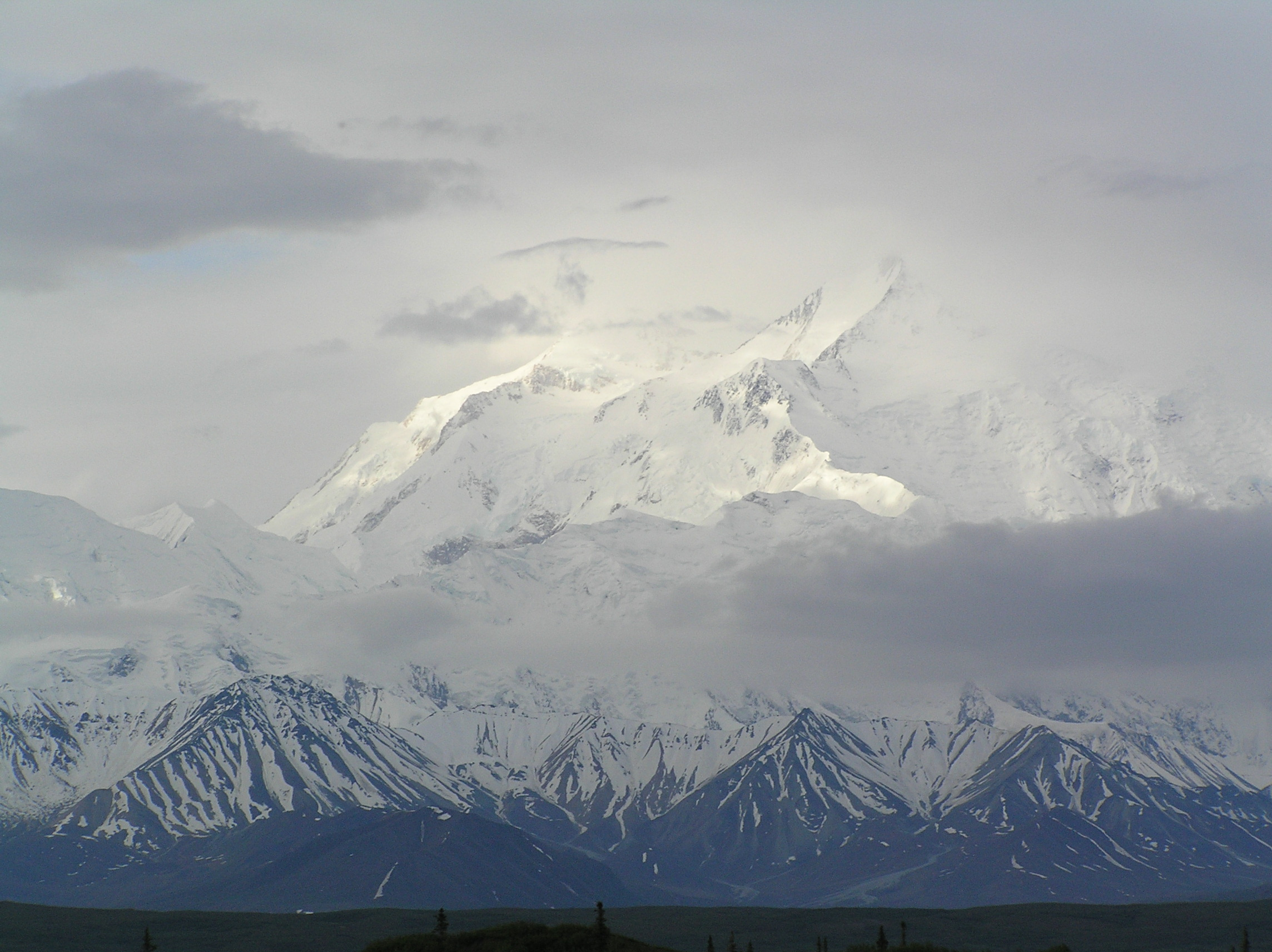
Monte McKinley, o ponto mais alto do Alasca, dos EUA e da América do Norte

O estado possui fronteiras com Yukon e Colúmbia Britânica, no Canadá, a leste, o Golfo do Alasca e o Oceano Pacífico ao sul, o Mar de Bering, o Estreito de Bering e o Mar de Chukchi a oeste e o Mar de Beaufort e o Oceano Ártico ao norte.

A área do Alasca em comparação aos EUA continentais

Como possui as Ilhas Aleutas e elas se estendem ao Hemisfério Oriental, o Alasca é o estado americano mais ocidental e oriental do país, como também o mais setentrional.
O Alasca é o maior estado dos Estados Unidos, seu tamanho é duas vezes maior do que o do Texas, o segundo maior estado. Se o Alasca fosse colocado dentro dos Estados Unidos Continentais, o ponto mais ocidental seria em San Francisco, Califórnia e já seu ponto mais oriental seria em Jacksonville, na Flórida. Se fosse um país independente seria a 19ª maior nação do mundo.

## Regiões
Um esquema para descrever a geografia do estado seria a divisão do mesmo em regiões:
- Centro-Sul do Alasca é a região costeira sul e contém a maior parte da população do estado. Anchorage, a maior cidade do Alasca e as cidades de Palmer, Wasilla ficam nessa região. Instalação de fábricas de petróleo, de turismo, transporte e duas bases militares formam a economia desta região.
- Cabo de Frigideira do Alasca ou Sudeste do Alasca é lar de muitas das maiores cidades do Alasca, incluindo a capital Juneau,glaciares e extensas florestas.
- Sudoeste do Alasca é em grande parte a costa litorânea do estado que vai do Oceano Pacífico ao Mar de Bering. É escassamente povoada e desconectada de um sistema rodoviário, mas é a região é importantíssima para a indústria pesqueira. Metade dos peixes capturados da região Oeste dos EUA vêm do Mar de Bering e da Baía de Bristol que possuem a maior pesca de salmão roxo do mundo. Na região, existem o Parque Nacional e Reserva de Katmai e o Parque Nacional e Reserva do Lago Clark onde têm numerosa vida selvagem. A região compreende também a Enseada de Cook, Baía de Bristol e sua Bacia Hidrográfica e também a Península do Alasca e as Ilhas Aleutas. É conhecida por ter um clima úmido e tempestuoso com paisagens de tundras e grande concentração de salmão, urso marrom, renas e Mamíferos marinhos.
- Interior do Alasca é lar da cidade de Fairbanks. A geografia é marcada por grandes Rios entrelaçados como o Rio Yukon e o Kuskokwim, como também as tundras e o litoral.
- O Bosque do Alasca é remoto, a parte menos movimentada do estado, englobando 380 vilas de população nativa e pequenas cidades como Nome, Bethel, Kotzebue e a mais famosa Barrow, considerada a cidade mais setentrional dos EUA.

A parte nordeste é coberta pelo Refúgio Nácional de Vida Selvagem do Ártico, que cobre uma área de 77.090 km². Muito do noroeste é coberto pela Reserva Nacional de Petróleo da Alasca, onde cobre uma área de 93.000 km². O Ártico é o lugar mais remoto do Alasca. Uma localidade na Reserva Nacional de Petróleo fica a 190 km de qualquer cidade ou vila, sendo considerado o ponto mais remoto de habitação permanente dos EUA.

## Geografia Física
Com um grande número de ilhas, o Alasca possui um litoral de 54.563 km² de extensão (o maior litoral dos EUA). As cadeias de ilhas se estendem da parte sul da Península do Alasca até o oeste são chamadas de Ilhas Aleutas. Muitos dos vulcões ativos são encontrados nas Ilhas Aleutas, um exemplo é a Ilha Unimak, onde se encontra o Mount Shishaldin, com 3.042 metros de altitude. A cadeia de vulcões estende até o Monte Spurr, oeste de Anchorage, no continente.
Uma das maiores ocorrências de marés  foi no Braço de Turnagain na Enseada de Cook ao sul de Anchorage. As diferenças na maré podem chegar até a 10,7 metros.
O Alasca é lar de 3,5 milhões de lagos de 80.000 km² (?) ou maiores. Terrenos pântanosos e solo de permafrost cobrem uma área de 487.750 km² (na maior parte na região norte, noroeste e sul). Água congelada em forma de glaciares cobrem uma área de 41.000 km² de terra e 3.100 km² nas zonas das marés. O Glaciar de Bering perto da fronteira sul com Yukon, no Canadá cobre uma área de 5.830 km².
As Ilhas Aleutas cruzam a longitude 180ºW, então, por esse motivo o Alasca pode ser considerado o estado tanto mais oriental como ocidental dos EUA. O Alasca, mais especificamente, as Ilhas Aleutas são um dos Pontos extremos dos Estados Unidos. A Linha Internacional da Data movimenta a oeste de 180º, para manter todo o estado, e consequentemente todo o território norte-americano com o mesmo dia legal.

## Divisão Política
De acordo com Outubro de 1998 do Escritório de Gestão de Terra dos Estados Unidos, aproximadamente 65% do Alasca é propriedade e administrado pelo Governo Federal dos Estados Unidos como florestas nacionais, parques nacionais, refúgios naturais de vida selvagem. Destes, a entidade administra 350.000 km² ou 23,8% do estado. O Refúgio Nacional de Vida Selvagem do Ártico é administrado pelo Serviço Americano de Pesca e Vida Selvagem.
Das terras remanescentes, o Alasca possui 24,5%, outros 10% é administrado por treze corporações regionais e dezenas de corporações locais nativas criadas pelo ANCSA. Vários interesses privados possuem as demais terras, tendo menos de 1%.

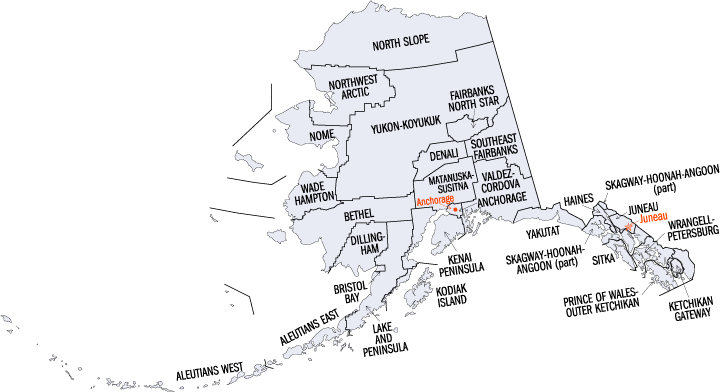
Divisão político-administrativa do Alasca

O Alasca é dividido politicamente em distritos, diferentemente dos outros estados que são divididos em condados. A função é a mesma, mas enquanto que alguns estados usam um sistema de três níveis de descentralização (estado/condado/township), muito do Alasca usa apenas dois níveis de descentralização (estado/distrito). Devido à baixa densidade populacional, muitas das terras fica localizada em Distritos não-organizados ,que como o nome diz, não tem um governo intermediário, e sim é administrado pelo governo estadual. Atualmente (censo de 2000) 57,71% das terras do estado possuíam esse status, enquanto que a população não passava de 13,05% do total do estado. Para fins estatísticos o United States Census Bureau divide esta parte do estado em área censitárias. Anchorage mistura o governo da cidade (municipal) com a Greater Anchorage Area Borough desde 1971, para formar a municipalidade de Anchorage, contendo a cidade de Anchorage e outras comunidades adjacentes como Eagle River, Chugiak, Peters Creek, Girdwood, Bird e Indian. Fairbanks, por outro lado, possui um distrito separado (Distrito de Fairbanks North Star) e o município (a cidade de Fairbanks).

## Altitude
- Ponto mais alto: Monte McKinley, 6.193,7 (63° 04′ 10″ N, 151° 00′ 27″ O)
- Ponto mais baixo: Nível do mar, 0 m